# Kaguya-sama wa kokurasetai: tensai-tachi no ren’ai zunōsen
Kaguya-sama wa kokurasetai: tensai-tachi no ren’ai zunōsen (jap. かぐや様は告らせたい ～天才たちの恋愛頭脳戦～) – japoński film na podstawie mangi o tym samym tytule. Za reżyserię odpowiadał Hayato Kawai na podstawie scenariusza Yūichiego Tokunagi, a za dystrybucję wytwórnia Tōhō. Zdjęcia do filmu zostały wykonane w marcu i kwietniu 2019. W rolach głównych wystąpili Shō Hirano oraz Kanna Hashimoto. Premiera filmu w Japonii odbyła się 6 września 2019 roku.

## Fabuła
W licealnym oddziale Akademii Shuchiin przewodniczący samorządu uczniowskiego Miyuki Shirogane i wiceprzewodnicząca Kaguya Shinomiya wydają się idealnie do siebie pasować. Kaguya jest córką bogatej i wpływowej rodziny, a Miyuki jest najlepszym uczniem w szkole, znanym w całej prefekturze. Jednak mimo że podobają się sobie nawzajem, są zbyt dumni, by wyznać sobie miłość, ponieważ uważają, że ten, kto zrobi to pierwszy, przegra. Historia śledzi ich liczne intrygi mające na celu skłonienie drugiej osoby do wyznania miłości lub przynajmniej okazania oznak uczucia.

## Obsada
- Kanna Hashimoto jako Kaguya Shinomiya[3]
- Shō Hirano jako Miyuki Shirogane[3]
- Nana Asakawa jako Chika Fujiwara[5]
- Hayato Sano jako Yū Ishigami[6]
- Mayu Hotta jako Ai Hayasaka[5]
- Natsumi Ikema jako Nagisa Kashiwagi[5]
- Yūtarō jako Tsubasa[5]
- Masahiro Takashima jako Ojciec Miyukiego[5]
- Jiro Sato jako Shōzō Tanuma, narrator[5]
- Aoi Koga jako Dziewczyna z obsługi kina[7]
- Amu Fukao jako Kei Shirogane

## Sequel
Sequel zatytułowany Kaguya-sama wa kokurasetai: tensai-tachi no ren’ai zunōsen Final został wydany w kinach 20 sierpnia 2021 roku.